# Éditions du Panama
Les Edicions de Panamà fou una editorial francesa eclèctica. El seu nom és un homenatge al poema de Cendrars, Panama ou mes 7 oncles d’Amérique
Fundada l'any 2004, per Jacques Binsztok (un veterà de l'Editorial Albin Michel, vingut d'edicions del Llindar després del rescat d'aquestes pel Grup la Martinière), i per Damien Serieyx, les edicions de Panamà publicaven 70 a 90 títols per any : ficció francesa i estrangera, literatura infantil i juvenil, llibres animats "pop up", assaig...
L'empresa es va posar en liquidació el juny de 2009 per ordre del tribunal de comerç de París.
Jacques Binsztok va crear una nova editorial el mateix any dins del grup Hugo&Cie : JBz&Cie.

## Autors destacats
- Edwige Antier
- Jean-François Bizot
- Philippe Delerm
- Hervé Hamon
- Aldo Naouri
- Hervé Tullet
- Louis-Stéphane Ulysse
- Raphaël Meltz
- Anne Sibran
- Jean-Michel Payet
- Daniel Mermet